# Görkwitz
Görkwitz település Németországban, azon belül Türingiában. Lakosainak száma 304 fő (2023. december 31.). Görkwitz Schleiz, Neundorf és Oettersdorf községekkel határos.

## Népesség
A település népességének változása:
| Lakosok száma | 297  | 289  | 303  | 319  | 304  |
|               | 2017 | 2019 | 2021 | 2022 | 2023 |